# Frankenia jamesii
Frankenia jamesii är en frankeniaväxtart som beskrevs av John Torrey och Asa Gray. Frankenia jamesii ingår i släktet frankenior, och familjen frankeniaväxter. Inga underarter finns listade i Catalogue of Life.